# George G. Fogg

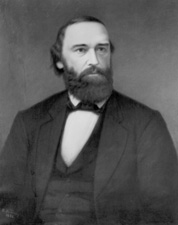
George G. Fogg

George Gilman Fogg (* 26. Mai 1813 in Meredith Center, Belknap County, New Hampshire; † 5. Oktober 1881 in Concord, New Hampshire) war ein US-amerikanischer Politiker (Republikanische Partei), der den Bundesstaat New Hampshire im US-Senat vertrat.

## Leben
Nach einer umfassenden Schulausbildung in den klassischen Lehrfächern besuchte George Fogg das Dartmouth College in Hanover und machte dort 1839 seinen Abschluss. Danach studierte er in seiner Heimatstadt sowie in Harvard die Rechtswissenschaften, wurde 1842 in die Anwaltskammer aufgenommen und begann in Gilmanton Iron Works als Jurist zu praktizieren.
1846 ließ Fogg sich in Concord, der Hauptstadt von New Hampshire, nieder. Dort begann auch seine politische Laufbahn mit der Mitgliedschaft im Repräsentantenhaus von New Hampshire; ebenfalls noch im Jahr 1846 wurde er Secretary of State in der Staatsregierung von New Hampshire. Zwischen 1847 und 1861 war er als Herausgeber einer Zeitung tätig; außerdem hatte er von 1856 bis 1860 das Amt eines Gerichtsschreibers am Supreme Court von New Hampshire inne. Als Mitglied der 1856 gegründeten Republikanischen Partei wurde er 1860 Sekretär von deren Exekutivausschuss. Im folgenden Jahr ernannte ihn US-Präsident Abraham Lincoln zum amerikanischen Gesandten mit dem Rang eines Minister Resident in der Schweiz, was er bis 1865 blieb.
Nach dem Rücktritt von US-Senator Daniel Clark am 27. Juli 1866 wurde Fogg durch Gouverneur Frederick Smyth zu dessen Nachfolger im Kongress ernannt. Er nahm sein Mandat vom 31. August 1866 bis zum 3. März 1867 wahr; zur Wiederwahl trat er nicht an. In der Folge war er von 1875 bis 1881 Fellow am Bates College in Lewiston sowie Redakteur der Zeitung „Concord Daily Monitor“.